# Epilobophora venipicta
Epilobophora venipicta är en fjärilsart som beskrevs av Alfred Ernest Wileman 1914. Epilobophora venipicta ingår i släktet Epilobophora och familjen mätare. Inga underarter finns listade i Catalogue of Life.